# Article contracté
Het article défini contracté is een vorm van bepaald lidwoord in het Frans waarbij het lidwoord en het voorzetsel worden gecombineerd om een samentrekking te vormen. Deze samentrekking wordt vaak gebruikt vanwege de vloeiendheid die het aan de gesproken en geschreven taal geeft. Samengestelde lidwoorden worden met name gebruikt met de voorzetsels "à" en "de" wanneer deze voorafgaan aan de bepaalde lidwoorden "le" en "les".

## Samentrekkingen met het voorzetsel "à"
Het voorzetsel "à" wordt samengevoegd met de bepaalde lidwoorden "le" en "les" om respectievelijk "au" en "aux" te vormen. 

### à + le = au
Voorbeelden:
- Il va au marché. (Hij gaat naar de markt.)
- Je parle au directeur. (Ik spreek met de directeur.)

### à + les = aux
Voorbeelden:
- Elle pense aux vacances. (Zij denkt aan de vakantie.)
- Il s'adresse aux étudiants. (Hij richt zich tot de studenten.)

## Samentrekkingen met het voorzetsel "de"
Het voorzetsel "de" wordt samengevoegd met de bepaalde lidwoorden "le" en "les" om respectievelijk "du" en "des" te vormen.

### de + le = du
Voorbeelden:
- Il vient du bureau. (Hij komt van kantoor.)
- Elle parle du film. (Zij praat over de film.)

### de + les = des
Voorbeelden:
- C'est le livre des enfants. (Dit is het boek van de kinderen.)
- Elle revient des États-Unis. (Zij komt terug uit de Verenigde Staten.)

## Gebruik en uitzonderingen
Samengestelde lidwoorden worden gebruikt om hiatus te vermijden en zinnen harmonieuzer te maken. Er zijn echter gevallen waarin samentrekkingen niet worden gebruikt. Bijvoorbeeld, wanneer "le" en "les" integrale onderdelen zijn van eigennamen (zoals "Le Havre" of "Les États-Unis"), wordt het voorzetsel niet samengevoegd.
Zonder l'article contracté:
- Il habite à Le Havre. (Hij woont in Le Havre.)
- Je vais à Les Halles. (Ik ga naar Les Halles.)

## Samengestelde lidwoorden in literatuur en media
Het gebruik van samengestelde lidwoorden is alomtegenwoordig in de Franse literatuur, pers en media. Ze zijn een essentieel element van de vloeiendheid en elegantie van de Franse taal. In literaire teksten dragen samengestelde lidwoorden bij aan de muzikaliteit en het ritme van zinnen.

## Leren en onderwijzen
Voor studenten van de Franse taal is het begrijpen en beheersen van het gebruik van samengestelde lidwoorden cruciaal voor het bereiken van vloeiendheid. Docenten Frans als vreemde taal (FLE) benadrukken deze samengestelde vormen vaak vanaf de beginniveaus. Praktische oefeningen, dialogen en lezingen worden gebruikt om studenten vertrouwd te maken met deze samentrekkingen.

## Culturele referenties
In de populaire cultuur worden samengestelde lidwoorden vaak benadrukt om de beheersing of elegantie van de spreker te tonen. Ze worden soms gebruikt in reclameslogans, liedjes en films vanwege hun vloeiende en natuurlijke aspect.